# Неверовский, Александр Андреевич
Александр Андреевич Неверовский (5 июня 1816, Киев — 13 сентября 1864, Лозанна, Швейцария) — русский генерал-лейтенант, участник Крымской войны.

## Биография
Представитель старинного польско-литовского шляхетского рода Неверовских (Niewiarowscy), известного со времен Грюнвальдской битвы. Представители отдельных ветвей рода в XVII-XIX вв. перешли в русское подданство и приняли православную веру, их потомки стали писаться казаками, русскими и украинцами.
Отец - артиллерии подпоручик Андрей Степанович Неверовский, мать - Дарья Никитична. Двоюродный брат - генерал-майор Александр Федорович Неверовский (1844-1892).
Выпущен из 2-го кадетского корпуса в 1834 г. прапорщиком в Лейб-гвардии Литовский полк, через три года поступил в Военную академию, где в 1838 г. успешно кончил курс. В начале 1840 г. был зачислен в Генеральный штаб и назначен в отдельный Кавказский корпус. Пятилетняя служба на Кавказе протекла для Неверовского в многочисленных экспедициях и сражениях с горцами. Он числился в войсках Прикаспийского края и Кавказской линии. Трудности боевой походной жизни не помешали, однако, ему ознакомиться близко с краем и написать целый ряд исследований и статей, являющихся ценным материалам для изучения Кавказского края. В июле 1845 г. Неверовский в чине подполковника вернулся в Петербург, где был назначен состоять при Департаменте Генерального штаба, а в 1850 г. инспектором межевания казённых земель и членом военно-цензурного комитета. Начавшаяся вскоре война с Турцией, а затем и Крымская кампания увлекла его на театр военных действий, причём в конце 1853 г. он был назначен начальником штаба войск Прикаспийского края, а в апреле 1854 г. начальником штаба Александропольского отряда генерала Бебутова, с которым совершил всю кампанию, и за отличие в сражении с турками при Курюк-Дара произведён в генерал-майоры. По окончании войны Неверовскому было поручено управлять Кавказским отделением Генерального штаба. В 1858 г. он был назначен директором Лесного департамента Министерства государственных имуществ и инспектором Корпуса лесничих; 17 апреля 1862 года был произведён в генерал-лейтенанты. 
Расстроенное здоровье и развившаяся болезнь сердца заставили Неверовского в марте 1864 г. уехать за границу. В том же году 13 сентября он скончался в Лозанне.
 В «Военном журнале» в 1847—1848 гг. им были напечатаны: «Исторический взгляд на Дагестан», «О начале беспокойств в северном и среднем Дагестане», «Истребление аварских ханов».
Дочь Ольга Александровна (1849— ?), была замужем (с 18.04.1873, Висбаден) за Николаем Ильичом Виноградским (1833—1904), подполковником и подольским губернским предводителем дворянства.